# Encuentro por Guatemala
Encuentro por Guatemala (EG) fue un partido político guatemalteco de ideología progresista liderado por Nineth Montenegro.

## Historia
El partido Encuentro por Guatemala (EG) se comenzó a gestar a fines del año 2004.  El proyecto se concibió en el entorno de la dirigente política Nineth Montenegro, quien en noviembre de 2003 había sido reelecta como diputada por el Distrito de Guatemala. La constitución del partido es resultado de una progresiva y amplia consulta colectiva a nivel nacional en la que participaron diversas personalidades de izquierda, organizaciones sociales y el mundo académico, que buscaba mediante diálogos y asambleas consolidar un movimiento alternativo de izquierda y construir un proyecto político diferente. La crisis del sistema político, de la izquierda, de los partidos políticos y del liderazgo nacional, fueron los motivos políticos que dicho grupo original consideró para iniciar un movimiento denominado “Encuentro por Guatemala, la Paz y la Democracia”.
Fue así como se integró un grupo promotor cuyas tres principales coincidencias eran "construir una alternativa política diferente a los partidos existentes,  tanto de derecha como de izquierda; reconocer en el liderazgo de Nineth Montenegro la confluencia de intereses políticos de izquierda y centro izquierda para impulsar y construir juntos esa alternativa; y efectuar una consulta mediante un Foro-Encuentro que respaldara la ruta a seguir."
En la segunda mitad del año 2005 se efectuó una consulta amplia para definir el rumbo del proyecto, habiéndose definido tres posturas básicas: crear un partido de manera inmediata, crear un movimiento social amplio y crear una plataforma ciudadana, social y política unitaria.
Para concretar el cometido, el movimiento efectuó un encuentro en Quetzaltenango, actividad conocida como "la Asamblea de Xela", con el fin de establecer el objetivo y definir los correspondientes cursos de acción. Como resultado del debate efectuado se identificaron dos opciones: construir un movimiento amplio o un partido político. La actividad fue acompañada por intelectuales que brindaron aportes teóricos que facilitaron la discusión y decisión de la asamblea.
Dado que la segunda opción fue la que recibió mayor respaldo, un grupo que no compartió esa orientación se desprendió en el "Encuentro de Tecpán", evolucionando hasta conformar el denominado "Frente Cívico y Popular de Izquierda". No obstante, el grupo promotor continuó hasta consolidar las bases para constituir el partido político. La decisión definitiva se tomó en el "Encuentro de Zacapa", donde se confirmó tal opción. Esto provocó un segundo desprendimiento de dirigentes vinculados con el Colectivo de Organizaciones Sociales (COS), y la Plataforma Agraria, además de confirmar el distanciamiento con el grupo de Tecpán.
Una vez tomada la decisión, todo el andamiaje que hasta ese momento habían logrado articular se volcó hacia la construcción del partido político, mediante un trabajo intenso de afiliación y organización a nivel nacional, con el fin de presentarse como una nueva opción para el proceso electoral de 2007. El proceso concluyó en el primer trimestre de dicho año, y el partido fue inscrito el 23 de abril.
Después de las elecciones generales de 2019 y al no haber logrado asegurar el mínimo del 5% del voto popular o un escaño en el Congreso, ENCUENTRO POR GUATEMALA perdió su registro como partido.

### Elecciones 2007
En las elecciones generales de 2007 participó postulando como candidata presidencial a la ganadora del Premio Nobel de la Paz de 1992 Rigoberta Menchú, con el empresario Luis Fernando Montenegro como candidato a vicepresidente. Formó una alianza con comité preformación de partido WINAQ. Obtuvo el 3.06% de los votos, quedando en séptimo lugar.
En las elecciones al Congreso obtuvo 6,17 % de los votos, lo que les dio cuatro escaños:
| Candidato                        | Distrito                       | Partido Final                    |
| -------------------------------- | ------------------------------ | -------------------------------- |
| Nineth Montenegro                | Listado Nacional               | Encuentro por Guatemala          |
| Rodolfo Aníibal García Hernández | Distrito Central/Metropolitano | Movimiento Nueva República (MNR) |
| Armando Enrique Sánchez Gómez    | Guatemala                      | Independiente                    |
| Otilia Inés Lux García           | Listado Nacional               | Independiente                    |

Además de la alcaldía de San Cristóbal Cucho, San Marcos.

### Elecciones 2011
Para las elecciones generales de 2011 hizo una alianza con el partido político de centro-derecha Visión con Valores (VIVA) del abogado y exministro de culto evangélico Harold Caballeros, postulándolo a él y al agrónomo Efraín Medina como presidenciables. Nineth Montenegro encabezó el listado nacional para el Congreso.
En las elecciones al Parlamento Centroamericano obtuvieron 6.50% de los votos, lo que les dio 1 escaño, para Wálter Giovanni Jacobs Barahona.
En las elecciones al Congreso obtuvieron 3,80% de los votos, lo que les dio 6 escaños.
| Partido Postulante      | Candidato                          | Distrito                       | Partido Final           |
| ----------------------- | ---------------------------------- | ------------------------------ | ----------------------- |
| Encuentro por Guatemala | Nineth Montenegro                  | Listado Nacional               | Encuentro por Guatemala |
| Visión con Valores      | Pedro Gálvez Hernández             | Listado Nacional               | PRI                     |
| Encuentro por Guatemala | Luis Pedro Álvarez                 | Distrito Central/Metropolitano | Encuentro por Guatemala |
| Visión con Valores      | Manuel Alfredo Villacorta Mirón    | Distrito Central/Metropolitano | Visión con Valores      |
| Encuentro por Guatemala | Héctor Leonel Lira Montenegro      | Distrito de Guatemala          | Encuentro por Guatemala |
| Visión con Valores      | Jorge Adolfo de Jesús García Silva | Distrito de Guatemala          | TODOS                   |

Al igual que 2 alcaldías en coalición y 3 ganadas por VIVA.
La alianza no trascendió el proceso electoral ya que ambos partidos decidieron legislar desde bancadas separadas.

## Principios e Ideología
Encuentro por Guatemala era un partido que tenía como objetivo aglutinar y articular los intereses de la mayoría de sectores de la sociedad guatemalteca, bajo una visión progresista que contribuya al desarrollo de las instituciones democráticas. El partido se consideraba un espacio de “encuentro” donde todos los guatemaltecos pueden participar y aportar al desarrollo del país.
El EG se definía en sus principios, valores y postulados de centro izquierda. Ideológicamente se situaba en el ámbito de la socialdemocracia.
Los principios y valores políticos del partido Encuentro Por Guatemala eran los siguientes:
- Solidaridad
- Equidad
- Libertad
- Pluralismo étnico-cultural
- Honradez
- Transparencia
- Lealtad y constancia
- Respeto a la diversidad[3]

Su logotipo era un círculo rojo con cuatro puntos verdes, representando la unión de las cuatro etnias que integran Guatemala: Mayas, Garífunas, Xincas y Ladinos.

## Resultados electorales

### Presidenciales
| Año electoral | Candidato          | 1.ª vuelta     | 1.ª vuelta  | 2.ª vuelta     | 2.ª vuelta |
| Año electoral | Candidato          | Total de votos | Porcentaje  | Total de votos | Porcentaje |
| ------------- | ------------------ | -------------- | ----------- | -------------- | ---------- |
| 2007          | Rigoberta Menchú   | 101.316        | 3,06% (7°)  |                |            |
| 2011          | Harold Caballeros  | 276.192        | 8,57% (5°)  |                |            |
| 2015          | José Ángel López   | 44.360         | 0.91% (12°) |                |            |
| 2019          | Manfredo Marroquín | 50.298         | 1.14% (14°) |                |            |

### Legislativos
Estos son los resultados que obtuvo en las participaciones que tuvo a partir de 2003:
| Año electoral | Distritales    | Distritales | Distritales | Distritales | Listado Nacional | Listado Nacional | Listado Nacional | Listado Nacional | Total |
| Año electoral | Total de votos | Porcentaje  | Escaños     | +/-         | Total de votos   | Porcentaje       | Escaños          | +/-              | Total |
| ------------- | -------------- | ----------- | ----------- | ----------- | ---------------- | ---------------- | ---------------- | ---------------- | ----- |
| 2007          | 135.927        | 4,39%       | 2/127       | 2           | 194.809          | 6,18%            | 2/31             | 2                | 4/158 |
| 2011          | 240.212        | 7,91%       | 4/127       | 2           | 344.719          | 2,69%            | 2/31             | =                | 6/158 |
| 2015          | 276.231        | 5,89%       | 5/127       | 1           | 289.646          | 6,25%            | 2/31             | =                | 5/158 |
| 2019          |                |             | 0/128       | 5           | 70.392           | 1,74%            | 0/32             | 2                | 0/160 |

### Municipales
| Comicios | Votos   | Porcentaje | Alcaldes                | Alcaldes en coalición     |
| -------- | ------- | ---------- | ----------------------- | ------------------------- |
| 2007     | 45.725  | 0,32       | 1/332                   | No participó en coalición |
| 2011     | 121.387 | 2,61%      | No participó individual | 2/338                     |
| 2015     | 42.577  | 0,87%      | 1/338                   | No participó en coalición |
| 2019     |         |            | 0/340                   | No participó en coalición |

### Parlamento Centroamericano
| Año electoral | Distritales    | Distritales | Distritales | Distritales |
| Año electoral | Total de votos | Porcentaje  | Escaños     | +/-         |
| ------------- | -------------- | ----------- | ----------- | ----------- |
| 2011          | 272.122        | 6,50 %      | 1/20        | 1           |
| 2015          | 173.143        | 5,98%       | 1/20        | =           |
| 2019          | 56.555         | 1,70%       | 0/20        | 1           |